# اکزاترس
اکزاترس شاهزاده هخامنشی و کوچک‌ترین پسر داریوش دوم از ملکه پروشات و همچنین برادر کوچک‌تر اردشیر دوم بود. اکزاترس و برادرش اوستانوس مورد محبت اردشیر دوم بودند. آن‌ها همراه با شاهنشاه غذا می‌خوردند و جایگاه بالایی در نزد وی داشتند اما با مرگ اردشیر دوم و به حکومت رسیدن اردشیر سوم اکزاترس همراه با فرزندانش و دیگر شاهزادگان اعدام شد.